# Plac Konstytucji
Plac Konstytucji (nome ufficiale: A12 Plac Konstytucji) sarà una stazione della linea M1 della metropolitana di Varsavia. È in stato di costruzione.